# Reitingsiedlung
Die Reitingsiedlung ist eine Wochenendhaussiedlung in der Marktgemeinde Kammern im Liesingtal in der Steiermark.
Die Siedlung, die erst in den letzten zwei Jahrzehnten entstand, befindet sich im nördlichen Bereich der Ortschaft Mochl, erstreckt sich in Richtung Schardorf und liegt dem namensgebenden Reitingstock zu Füßen. Das östlich der Siedlung befindliche Reitinghaus zählt bereits zu Gai und damit zur Stadtgemeinde Trofaiach. Die Reitingsiedlung ist nur über Schardorf erreichbar und die Zufahrtsstraße wurde 2014 erstmals mit einem Asphaltbelag versehen.